# Icona Pop (álbum)
Icona Pop es el primer álbum debut del grupo femenino de música electrónica y dance Icona Pop, lanzado en 2012.

## Lista de temas
| N.º | Título                                             | Escritor(es)                                                                      | Producer(s)           | Duración |  |
| 1.  | «Sun Goes Down» (featuring The Knocks & St. Lucia) | Aino Jawo, Caroline Hjelt, Jean-Philip Grobler, James Patterson, Benjamin Ruttner | The Knocks, St. Lucia | 3:14     |  |
| 2.  | «I Love It» (featuring Charli XCX)                 | Charlotte Aitchison, Linus Eklöw, Patrik Berger                                   | Berger, Style of Eye  | 2:37     |  |
| 3.  | «We Got the World»                                 | Jawo, Hjelt, Eklöw, Elof Loelv, Nicole Morier, Tove Nilsson                       | Loelv                 | 3:17     |  |
| 4.  | «Downtown»                                         | Loelv, Fredrik Berger, Hannah Robinson, Vashington                                | Loelv                 | 2:37     |  |
| 5.  | «Ready for the Weekend»                            | Jawo, Hjelt, Loelv, Nilsson                                                       | Loelv                 | 2:41     |  |
| 6.  | «Wanna B With Somebody»                            | Jawo, Hjelt, Tommy Tysper, Mack (14)                                              | Tysper                | 3:01     |  |
| 7.  | «Good for You»                                     | Jawo, Hjelt, Berger                                                               | Berger                | 3:34     |  |
| 8.  | «Manners»                                          | Jawo, Hjelt, Berger                                                               | Berger                | 3:30     |  |
| 9.  | «Top Rated»                                        | Loelv, Berger, Vashington                                                         | Loelv                 | 2:59     |  |
| 10. | «Lovers to Friends»                                | Jawo, Hjelt, Loelv                                                                | Loelv                 | 3:01     |  |
| 11. | «My Party» (featuring Smiler)                      | Loelv, Cy Crane, Joseph Bartlett-Vanderpuye, Mack (14)                            | Loelv                 | 3:48     |  |
| 12. | «Nights Like This»                                 | Jawo, Hjelt, Loelv                                                                | Loelv                 | 3:27     |  |
| 13. | «Flashback»                                        | Loelv, Berger, Robinson                                                           | Loelv                 | 2:49     |  |
| 14. | «Heads Up» (bonus track)                           |                                                                                   |                       | 3:00     |  |

- Datos: Q14866887